# Microlenecamptus nakabayashii
Microlenecamptus nakabayashii är en skalbaggsart som beskrevs av Masatoshi Takakuwa 1992. Microlenecamptus nakabayashii ingår i släktet Microlenecamptus och familjen långhorningar. Inga underarter finns listade i Catalogue of Life.